# Нарања
Нарања (енгл. Naranja) насељено је место без административног статуса у америчкој савезној држави Флорида.

## Демографија
По попису из 2010. године број становника је 8.303, што је 4.269 (105,8%) становника више него 2000. године.
| Група             | 2000.         | 2010.         |
| Белци             | 511 (12,7%)   | 519 (6,3%)    |
| Афроамериканци    | 2.321 (57,5%) | 3.429 (41,3%) |
| Азијати           | 56 (1,4%)     | 194 (2,3%)    |
| Хиспаноамериканци | 1.088 (27,0%) | 4.285 (51,6%) |
| Укупно            | 4.034         | 8.303         |